# Mixorthezia cubana
Mixorthezia cubana är en insektsart som beskrevs av Morrison 1925. Mixorthezia cubana ingår i släktet Mixorthezia och familjen vaxsköldlöss.
Artens utbredningsområde är Kuba. Inga underarter finns listade i Catalogue of Life.